# Fabiana da Silva Simões
Fabiana da Silva Simões, född den 4 augusti 1989 i Bahia, Brasilien, är en brasiliansk fotbollsspelare. Vid fotbollsturneringen under OS 2008 i Peking deltog hon i det brasilianska lag som tog silver. 